# لاکشادویپ
لَکشادویپ (به مَلیالَم: ലക്ഷദ്വീപ് لَکْښَدْوٖیپْ Lakṣadvīp، به دیوهی: ލަކްޝަދީބ) که درگذشته با نام‌های لکادیو، مینیکوی و جزایر امیندیوی شناخته می‌شد، مجموعه‌ای از جزیره‌ها در دریای لاکادیو در فاصلهٔ ۲۲۰ تا ۴۴۰ کیلومتری از سواحل جنوب غربی ایالت کرالای هندوستان است. ۱۰ جزیره از این جزایر مسکونی هستند و جمعیتی در حدود ۶۴٬۴۲۹ نفر دارند.
این جزایر که در اصل بخش بالایی رشته‌کوهی زیردریایی (رشته‌کوه چاگوس-لکادیو) در اقیانوس هند هستند، شمالی‌ترین جزیره‌های مجمع‌الجزایر لاکشادویپ-مالدیو-چاگوس را تشکیل می‌دهند.
لاکشادویپ شامل ۳۲ کیلومتر مربع خشکی، ۴٬۲۰۰ کیلومتر مربع مرداب، ۲۰٬۰۰۰ کیلومتر مربع آب‌های منطقه‌ای و ۴۰۰٬۰۰۰ کیلومتر مربع منطقهٔ اقتصادی است.

## واژه‌شناسی
لکشادویپ از لکشادویپا گرفته شده‌است که در زبان سانسکریت "لک "به معنای یک‌صدهزار (लक्षं لاکشا) جزیره (द्वीप دویپا) می‌باشد. این منطقه کوچکترین و کم‌جمعیترین بخش از هندوستان است.

## جغرافیا
لکشادویپ مجمع‌الجزایری است متشکل از دوازده آتول، سه آب‌سنگ و پنج ساحل زیر آبی و در مجموع حدوداً ۳۹ جزیرهٔ بزرگ و کوچک دارد. آبسنگ‌های لاکشادویپ در اصل همان آتول هستند هرچند بیشتر قسمت‌هایشان در زیر آب فرورفته و تنها جزیرهٔ ماسه‌ای کوچک و بی‌گیاهی از آنان در بالاتر از خط آب قرار گرفته‌است. سواحل زیر آبی نیز آتول‌های فرورفته در آب هستند. تقریباً تمامی آتول‌ها در جهت شمال‌شرقی-جنوب‌غربی قرار دارند و جزیره‌ها در لبهٔ شرقی و آبسنگی تقریباً زیر دریایی در لبهٔ غربی آن واقع شده و مردابی نیز در میان آن‌ها محصور است. لاکشادویپ همچنین دارای ۱۰ جزیره مسکونی، ۱۷ جزیره غیر مسکونی، ۴ جزیرک تازه‌شکل‌گرفته و ۵ آبسنگ زیردریایی می‌باشد.
جزیره‌های کاراواتی (پایتخت لاکشادویپ با نام کاواراتی نیز در این جزیره قرار دارد)، آگاتی، مینیکوی و امینی از مهم‌ترین جزایر لکشادویپ هستند. جمعیت کل این منطقه در سرشماری سال ۲۰۱۱ برابر با ۶۴٬۴۲۹ نفر بوده‌است.